# Korea's Next Top Model

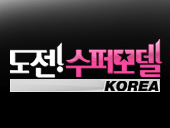

Korea's Next Top Model (hangŭl: 도전! 수퍼모델 코리아) è un reality show sudcoreano basato sul format americano America's Next Top Model, nel quale un gruppo di aspiranti modelle gareggiano per divenire la "prossima top model" del proprio Paese. Lo show è condotto dalla modella Jang Yoon-ju e tra i premi vi sono un servizio per la rivista W Magazine Korea, un contratto con l'agenzia SK-II e un premio in won coreani.
Alla terza edizione dello show ha preso parte una concorrente transessuale, Choi Han-bit, quinta trans nella storia dell'intero franchising, mentre la quarta edizione ha visto la partecipazione di Seo Yeong-chae, giovane sordomuta.
All'inizio del 2014 è stato rivelato che sarebbe andato in onda uno spin-off del programma con la partecipazione di soli uomini, sebbene il progetto sia stato momentaneamente accantonato. Fu successivamente rivelato che nella quinta edizione ci sarebbe stata anche la partecipazione di concorrenti uomini, andata in onda dal 16 agosto al 1º novembre 2014; nonostante questo, anche quest'ultima edizione è stata vinta da una donna, Hwang Gi-ppeum.

## Edizioni
| Cycle | Messa in onda     | Vincitrice       | Seconda/e classificata/e          | Altre concorrenti | Numero di concorrenti | Destinazione internazionale |
| ----- | ----------------- | ---------------- | --------------------------------- | --- | --------------------- | --------------------------- |
| 1     | 18 settembre 2010 | Lee Ji-min       | Lee Yoo-kyung & Kim Na-rae        | Kim Yu-ri, Lee Eun-young, Shin Young-eun & Seok Dan-bi, Kim Ye-ji, Seon Hye-lim, Kim Hyo-kyeong & Baek Il-hong, Kim Min-sun, Oh Hye-ji, Park Doo-hee                                                                   | 14                    | Parigi                      |
| 2     | 9 luglio 2011     | Jin Jung-sun     | Park Seul-gi                      | Yoon Yu-jin, Lee Eun-suk, Go Jung-sun, Jenny Fuglsang & Park So-yeon, Choi Ji-hye, Go Eun-bi, Lee Sung-sil, Lee Song-yi & Lee Seon-young, Um Yoo-jung, Lee Jenny & Song Hae-na                                         | 15                    | Saipan New York             |
| 3     | 21 luglio 2012    | Choi So-ra       | Kim Jin-kyung                     | Jung Han-sol, Min Hae-rin & Kwon Da-min, Lee Seul-gi, Ji So-yeon, Jang Mi-rim, Heo Kyung-hui, Yun Eun-hwa & Choi Han-bit, Hong Ji-soo, Choi Se-hee, Kang Cho-won, Lee Min-jung, Lee Na-hyun & Go So-hyun, Yeo Yeon-hui | 18                    | Cambogia Ho Chi Min         |
| 4     | 15 agosto 2013    | Shin Hyeon-ji    | Hwang Hyeon-ju & Jung Ho-yeon     | Ahn Hye-ji & Koh Eun-ni, Suk Il-myeong, Jo Eun-saem, Seo Yeong-chae & Kim Eun-hae, Ryu Ye-ri, Kim Shi-won, Lim Hyeon-ju, Jung Ha-eun, Park Sin-ae & Kim Hye-a                                                          | 15                    | Las Vegas                   |
| 5     | 16 agosto 2014    | ♀ Hwang Gi-ppeum | ♂ Han Seung-soo & ♂ Lee Cheol-woo | ♀ Choi Ji-in, ♀ Jung So-hyun, ♂ Chung Dong-gyu, ♂ Shin Jae-hyuk, ♀ Han Ji-an, ♀ Kim Seung-hee, ♂ Kim Jong-hoon, ♀ Kim Ye-rim & ♂ Bahng Tae-eun, ♂ Choi Jeong-jin, ♂ Jung Yong-soo, ♀ Hyun Ji-eun & ♀ Kim Min-jung      | 16                    | Toronto Honolulu            |